# التقسيم الدولي للعمل
التقسيم الدولي للعمل (بالإنجليزية: the new international division of labour (NIDL))‏ هو تطبيق تقسيم العمل على التجارة الدولية. ومفاده أن الامتيازات النسبية تجعل بعض البلدان متخصصة في إنتاج سلع اقتصادية معينة. صاغ هذا المصطلح منظرين يسعون لشرح التحول المكاني للصناعات التحويلية من البلدان الرأسمالية المتقدمة إلى البلدان النامية - إعادة تنظيم جغرافي مستمر للإنتاج، والتي تجد أصولها في الأفكار المتعلقة بتقسيم عالمي للعمل.